# Tadeusz Szyszko
Tadeusz Szyszko (ur. 2 lutego 1929 w Radziwiłłowie, zm. 7 lipca 2019 w Warszawie) – polski historyk literatury, rusycysta, profesor nauk humanistycznych.

## Życiorys
Syn Jana i Stefanii. W 1955 ukończył studia na Uniwersytecie Warszawskim. W tym samym roku rozpoczął pracę na macierzystej uczelni, na Wydziale Lingwistyki Stosowanej i Filologii Wschodniosłowiańskich. W 1964 obronił pracę doktorską, następnie pracował w Instytucie Rusycystki jako adiunkt (1964–1971), docent (1971–1991), profesor nadzwyczajny (1991–1997). W 1987 otrzyma stopień doktora habilitowanego, w 1997 tytuł profesora nauk humanistycznych. Równolegle w 1968 został organizatorem i w latach 1968–1971 pierwszym kierownikiem Zakładu Filologii Rosyjskiej Filii Uniwersytetu Warszawskiego w Białymstoku.
W latach 1975–1976 był kierownikiem Zakładu Historii Literatury Rosyjskiej, w latach 1978–1983 kierownikiem Studium Doktoranckiego Filologii Rosyjskiej, w latach 1993–1995 prodziekanem ds. badań naukowych i współpracy z zagranicą.
Był członkiem Polskiego Towarzystwa Rusycystycznego, w tym w latach 1982–1989 członkiem jego Zarządu Głównego, w latach 1975–1983 członkiem Komitetu Słowianoznawstwa PAN.
W 1975 został odznaczony Złotym Krzyżem Zasługi, w 1977 Medalem Komisji Edukacji Narodowej, w 1985 Krzyżem Kawalerskim Orderu Odrodzenia Polski, Złotą Odznaką ZNP.
Pochowany na Cmentarzu Powązkowskim w Warszawie.